# Aristolochia baetica
Aristolochia baetica is een verhoutende, tot 5 m hoog klimmende of kruipende plant uit de pijpbloemfamilie. De bladeren zijn afwisselend geplaatst, zeegroen, tot 10 cm lang, driehoekig-eirond, aan de hartvormige basis diep en smal ingesneden. De lobben zijn circa een kwart van de lengte van de bladschijf.
De plant bloeit van mei tot juni. De bloemen staan op kale stengels in de bladoksels en zijn min of meer rechtopstaand. De bruinachtig of zwartachtig purperen bloemkelk is 2-5 cm lang met een pijpachtig gebogen, aan de basis buikig verwijde buis en een bordachtig uitgespreide, breed-eironde zoom. De zes meeldraden zijn met de stamperdrager vergroeid in een gynostemium. De vruchten zijn hangende, cilindrische doosvruchten die bij rijpheid met zes kleppen opengaan.
De soort komt van nature voor in Portugal en in het zuiden en oosten van Spanje.